# Aderkomyces
Aderkomyces är ett släkte av lavar. Aderkomyces ingår i familjen Gomphillaceae, ordningen Ostropales, klassen Lecanoromycetes, divisionen sporsäcksvampar och riket svampar.
|             | Gyalectidium                               |
|             |                                            |
|             | Gyalideopsis                               |
|             |                                            |
|             | Gyalidea                                   |
|             |                                            |
| Aderkomyces | \| \| Aderkomyces verruciferus \| \| \| \| |
|             | \| \| Aderkomyces verruciferus \| \| \| \| |
|             | Jamesiella                                 |
|             |                                            |
|             | Asterothyrium                              |
|             |                                            |
|             | Diploschistella                            |
|             |                                            |
|             | Psorotheciopsis                            |
|             |                                            |
|             | Phyllogyalidea                             |
|             |                                            |
|             | Sagiolechia                                |
|             |                                            |
|             | Calenia                                    |
|             |                                            |
|             | Aderkomyces verruciferus                   |
|             |                                            |

|  | Aderkomyces verruciferus |
|  |                          |